# Ca l'Homs
Ca l'Homs és un edifici del municipi d'Igualada (Anoia). Els rètols originals, elements significatius de la decoració de la façana han desaparegut a causa d'una reforma. Forma part de l'Inventari del Patrimoni Arquitectònic de Catalunya.

## Descripció
Edifici construït per albergar un magatzem comercial, que està situat en un xamfrà que li fa agafar aquesta singular forma de triangle amb el vèrtex tallat per introduir-hi la porta d'entrada. El mur és construir amb carreus de pedra que una recent remodelació ha deixat pintat de color verd fosc. El més remarcable del conjunt és la part superior que inclou un seguiment de sanefes fetes amb maó pintat amb elements geomètrics i també els "ulls de bou" que van alternant-se. Destaca l'acabament de l'edifici en forma acastellada.